# 히로시마 광역공원 육상 경기장
히로시마 광역공원 육상 경기장(広島広域公園陸上競技場)은 일본 히로시마현 히로시마시 아사미나미구 히로시마 광역공원 내에 있는 경기장으로, 흔히 히로시마 빅 아치(広島ビッグアーチ)라고 부른다.
J리그 클럽인 산프레체 히로시마의 홈구장으로 사용되고 있으며 50,000명을 수용할 수 있다. 1992년 AFC 아시안컵 경기장과 1994년 아시안 게임의 주경기장으로 선정되었다.
히로시마시에 본사가 있는 핫 스태프 히로시마가 명명권을 취득했기 때문에 2024년 3월부터 핫 스태프 필드 히로시마(일본어: ホットスタッフフィールド広島, 영어: Hot Staff Field Hiroshima)라는 명칭을 사용하고 있다. 이전에는 가전 양판점 에디온이 명명권을 취득하여 2013년 3월부터 에디온 스타디움 히로시마(エディオンスタジアム広島)라는 명칭으로도 사용했었다.

## 사진

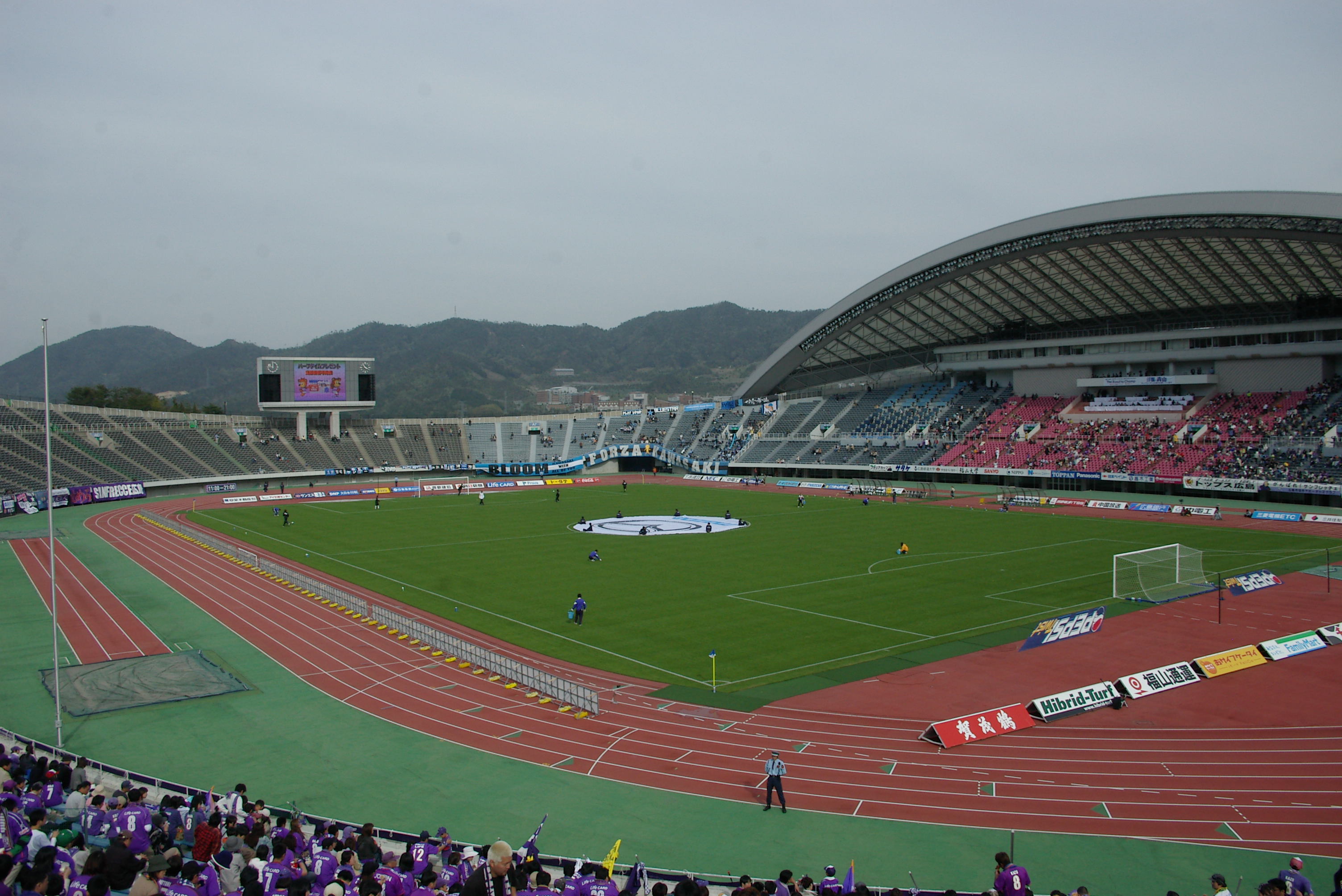
경기장 내부